# Gordon Cooper
Leroy Gordon Cooper (6 de marzo de 1927 - 4 de octubre de 2004) fue uno de los integrantes del grupo conocido como «Mercury Seven», los primeros astronautas estadounidenses.
Antes de convertirse en astronauta, Cooper era piloto de la Fuerza Aérea. Como tal también fue veterano de la Segunda Guerra Mundial.
Participó en el Programa Mercury, donde registró más de 224 horas a bordo de dos vuelos espaciales.
En 1963 pilotó la misión Mercury Atlas 9. Durante esta misión, sentó un récord al pasar más tiempo en el espacio que la totalidad de horas registradas (34 horas) por los 5 astronautas anteriores de la misión Mercurio. También fue el primer astronauta estadounidense que durmió en el espacio.
En 1965, Cooper comandó la Gemini 5. Esta misión estaba destinada a comprobar que los astronautas podían sobrevivir en el espacio durante 8 días. Este es el tiempo necesario para llegar hasta la Luna. 
También fue piloto de reserva para Gemini 12 y comandante de reserva para al Apolo 10. En 1970 Cooper se retiró de la Fuerza Aérea y la NASA como coronel.